# ميليان راكيتش
ميليان راكيتش (بالصربية: Миљан Ракић) مواليد 14 مايو 1986 في نوفي ساد، جمهورية صربيا الاشتراكية، هو لاعب كرة سلة صربي. بدأ مسيرته الاحترافية في سنة 2004.

## المسيرة الاحترافية
لعب مع نادي بوسنا رويال لكرة السلة في موسم 2008–2009، ثم لعب مع نوفي ساد في موسم 2009–2010، ثم لعب مع نادي رادنيتشكي كراغوييفاتس لكرة السلة في موسم 2010–2011، ثم لعب مع نادي سولنوكي أولاي لكرة السلة في موسم 2013–2014.

## روابط خارجية
- ميليان راكيتش على موقع الدوري الأوروبي لكرة السلة (الإنجليزية)
- ميليان راكيتش على موقع كرة السلة الأوروبية.كوم (الإنجليزية)
- ميليان راكيتش على موقع ريلجم (الإنجليزية)
- ميليان راكيتش على موقع بروبوليرز (الإنجليزية)
- ميليان راكيتش على موقع سبورتس رفرنس (الإنجليزية)